# Anton Christoph
Anton Christoph (* 21. Oktober 1867 in Plan; † 19. November 1924 in Salzburg) war ein österreichischer Jurist, Politiker und Mitglied der Großdeutschen Volkspartei.

## Leben
Als Sohn eines Gerbers geboren, studierte Christoph Rechtswissenschaften an der Universität Wien, wo er 1889 Mitglied der Akademischen Burschenschaft Albia wurde. 1908 wurde er Notar in Werfen, wo er 1910 Bürgermeister wurde. 1918 wurde er Mitglied und Vorsitzender der deutschfreiheitlichen Parteiengruppe. 1918 war er in der provisorischen Landesversammlung von Salzburg vertreten und von 1918 bis 1924 Abgeordneter im Salzburger Landtag, in welchem er ab 1919 Obmann des Deutschfreiheitlichen Klubs war. 1919 bis 1922 war er Landesrat im Wahlbezirk Pongau-Pinzgau. 1920 wurde er Notar in Salzburg.